# Роберт Зейдель
Роберт Зейдель (нар. 23 листопада 1850, Саксонія — пом. 19 липня 1933, Цюрих) — швейцарський педагог, один з теоретиків «трудової школи», професор Цюрихського університету.

## Біографія
Роберт Зейдель закінчивши народну школу, почав працювати на місцевій фабриці. Шляхом самомосвіти склав екзамени за вчительську семінарію, потім вчителював, відвідував Цюрихський університет. З 1890 року редагував газету «Робітничий голос». Пізніше заснував журнал «Народне право». 
Викладав у Федеральній вищій технічній школі та у Цюрихському університеті. З 1896 року займав ряд громалських посад у Цюрихському кантоні. Пізніше вступив у членство соціал-демократичної партії і був президентом робочого секретарату Цюрихського уніону.
У 80-х роках 19 століття висунув ідею про трудову школу, що могла, на його думку, здійснитися лише тоді, коли суспільство визнає працю основою всєї культури. Перша така школа була створена у 1882 році як колективна трудова колонія, у якій використовувалося близько 20 видів виробничої праці.
В 20-х роках 20 століття Зейдель запропонував ідею громадянського виховання, що ґрунтується на загальній моралі. Він був один з ініціаторів розробки соціальної педагогіки.

## Вибрані праці
- «Трудова школа як суспільна необхідність»